# Mesochorus dentatus
Mesochorus dentatus là một loài tò vò trong họ Ichneumonidae.